# Rio Ohio
O rio Ohio é um rio de 1 579 quilômetros de comprimento nos Estados Unidos. Está localizado na fronteira do meio-oeste e sul dos Estados Unidos, fluindo para sudoeste do extremo oeste da Pensilvânia até sua foz no rio Mississipi, na ponta sul de Ilinóis. É o terceiro maior rio em volume de descarga nos Estados Unidos e o maior afluente em volume do rio Mississipi que flui norte-sul que divide o leste do oeste dos Estados Unidos. É também o sexto rio mais antigo da América do Norte. O rio flui através ou ao longo da fronteira de seis estados, e sua bacia de drenagem inclui partes de 14 estados. Através de seu maior afluente, o rio Tennessee, a bacia inclui vários estados do sudeste dos Estados Unidos. É a fonte de água potável para três milhões de pessoas.